# Тимчасовий центральний військовий уряд обох Галичин
Тимчасовий центральний військовий уряд обох Галичин (повна назва — Тимчасовий центральний військовий уряд обох Галичин під захистом Найбезпечнішого імператора і короля Великого Наполеона, пол. Rząd Centralny Wojskowy Tymczasowy Obydwóch Galicjów pod protekcją Najjaśniejszego Cesarza i Króla Wielkiego Napoleona) — тимчасовий уряд, створений головним командувачем військ Варшавського князівства князем Юзефом Понятовським на австрійських землях Королівства Галичини та Володимирії, що були опановані під час польсько-австрійської війни 1809 року і проголошувалися Королівством обох Галичин. Існував з 2 червня по 31 грудня 1809 року. Його місце було змінним: Львів (2 — 19 червня), Замостя (1 - 21 липня) і Люблін (решту часу).

## Склад уряду

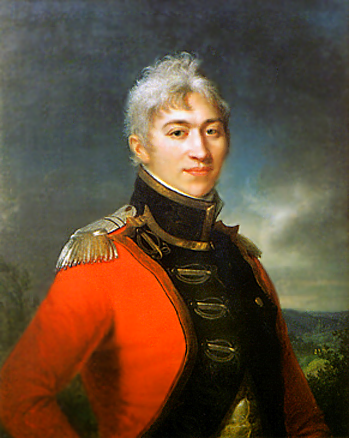
Станіслав Костка Замойський

Станіслав Костка Замойський став главою уряду, Максиміліан Левицький виконував обов'язки генерального секретаря. Члени уряду: Марцін Бадені, Ян Банковський, Томаш Домбський, Юзеф Дзєжковський, Яцек Фредро (рідний прадід Андрей Шептицького), Францішек Грабовський, Юзеф Щепан Кошмян, Йозеф Каласанти Левицький, Тадеуш Матушевич, Ігнацій Мірчонскі, Петро Оржеховський, Ізидор Петруський, Ян Уруський, Ян Фелікс Тарновський та Юзеф Велигорський. Генерал Каєтан Хебдовський був призначений військовим командувачем обох Галичин.

## Структура
Уряд був розділений на 5 департаментів:
- Міністерство юстиції
- Управління внутрішніх справ (потреб)
- Управління казначейства
- Відділ військових потреб
- Департамент поліції

Окремі департаменти контролювали роботу новостворених центральних органів управління: Адміністрація національних благ і лісів, Наглядова комісія з питань освіти, громадської просвіти та релігійних питань, Комісія з нагляду за поштою та Рахункова палата.
Структури австрійської місцевої та місцевої адміністрації збереглися без змін, лише поляки заповнювали бюро.

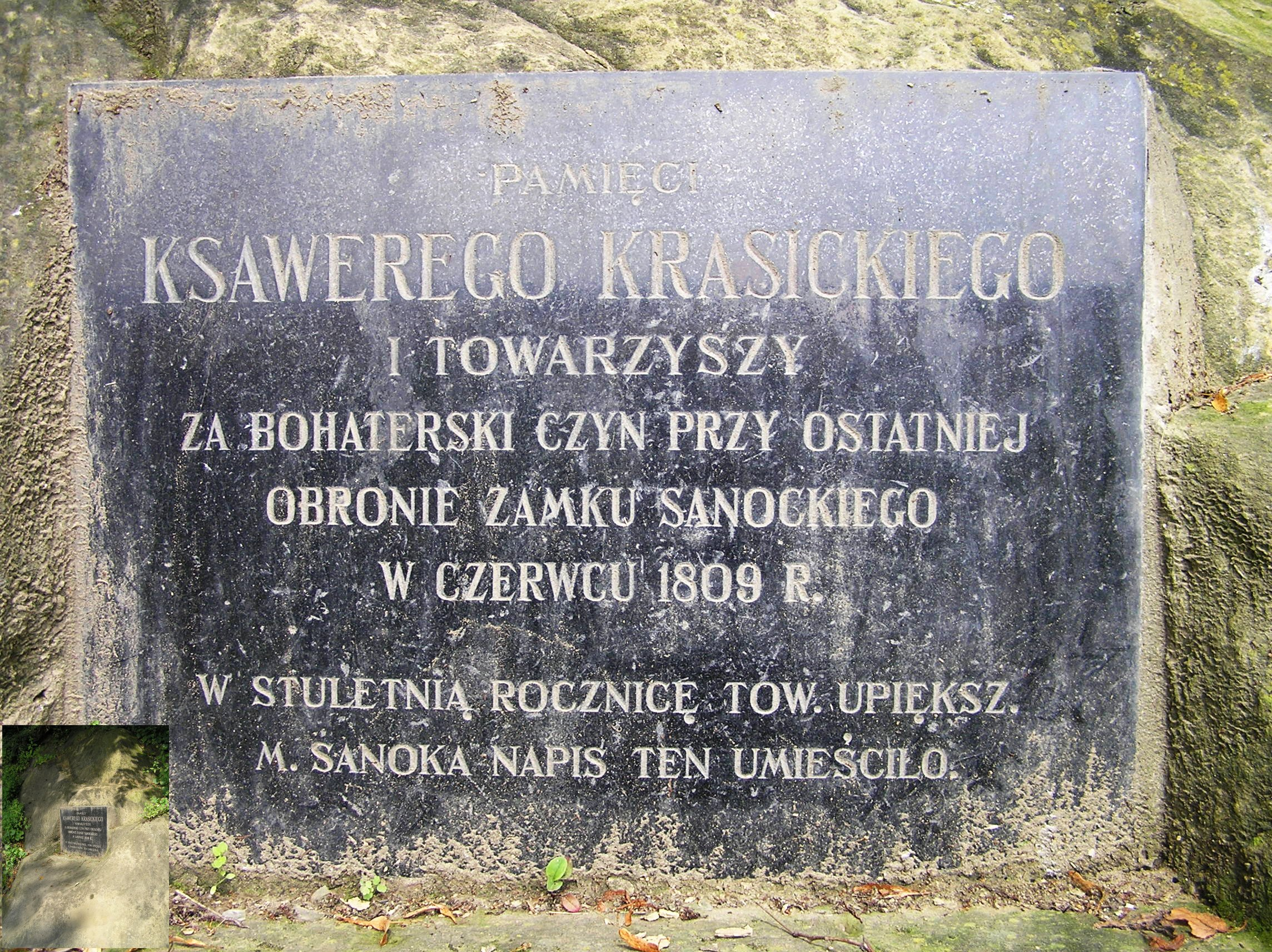
Дошка пам'яті останньої оборони замку Санок від австрійських військ у червні 1809 року

## Рішення
Відповідно до положень мирного договору в Шенбрунні , підписаного 14 жовтня 1809 року, Нова Галича та Замостський округ були включені до складу Герцогства Варшавського. 7 грудня 1809 року король Саксонії та принц Варшави Фрідріх Август I видав указ про розпуск Центрального Тимчасового військового уряду обох Галичин. 20 грудня Державна рада Герцогства Варшавського направила звернення до громадян та жителів країни, що нещодавно приєдналися до Герцогства, в якому висловила вдячність жителям Галичини за рішучість та відданість цій боротьбі. 28 грудня князь Юзеф Понятовський опублікував королівський указ, таким чином уряд припинив своє існування 31 грудня, а всі його відомства перейшли під контроль відповідних міністерств Варшавського герцогства.